# Station Frellstedt
Station Frellstedt (Bahnhof Frellstedt) is een spoorwegstation in de Duitse plaats Frellstedt, in de deelstaat Nedersaksen. Het station ligt iets buiten het dorp aan de spoorlijn Braunschweig - Helmstedt.

## Indeling
Het station beschikt over twee zijperrons, die niet zijn overkapt maar voorzien van abri's. Het tweede zijperron ligt tussen spoor 1 en spoor 2 en is via een overpad vanaf het eerste perron te bereiken, maar dit perron wordt nauwelijks gebruikt. Het station is te bereiken vanaf de straat Bahnhof, hier bevinden zich ook een parkeerterrein en een fietsenstalling. In de straat An der Zuckerraffinerie bevindt zich de  bushalte van het station.

## Verbindingen
De volgende treinserie doen het station Frellstedt aan:
| Serie | Treinsoort                     | Route                                                                                  | Bijzonderheden                                                                    |
| ----- | ------------------------------ | -------------------------------------------------------------------------------------- | --------------------------------------------------------------------------------- |
| RB 40 | Regionalbahn (DB Regio Südost) | Braunschweig Hbf – Frellstedt – Helmstedt – Eilsleben – Magdeburg Hbf – Burg – Genthin | Enkele treinen van/naar Genthin; Helmstedt - Burg 1x per twee uur in het weekend. |